# Eleocharis olivaceonux
Eleocharis olivaceonux är en halvgräsart som beskrevs av David Alan Simpson. Eleocharis olivaceonux ingår i släktet småsäv, och familjen halvgräs. Inga underarter finns listade i Catalogue of Life.